# Períodos do dia
Os períodos do dia são as divisões do dia em partes de seis horas. Iniciado com a divisão do tempo pelos egípcios em dia e noite, contou, no decorrer da história,  com a contribuição dos astrônomos gregos e pautou-se na divisão de base 60 (para minutos e segundos) utilizada pelos babilônicos.

## Como são conhecidos os quatro turnos
- Período antelucano[2] ou madrugada: meia-noite até amanhecer
- Período matutino ou manhã: amanhecer até meio-dia[3][4]
- Período vespertino ou tarde: meio-dia até anoitecer[5]
- Período noturno ou noite: anoitecer até meia-noite